# Giovanni Francesco Sagredo
Giovanni Francesco Sagredo (1571–1620) fue un matemático veneciano y amigo íntimo de Galileo, quien escribió:

Hace muchos años se me podía encontrar en la maravillosa ciudad de Venecia discutiendo con Signore Giovanni Francesco Sagredo, un noble de ingenio mordaz.

.
Sagredo añadió una escala al termoscopio de Galileo, para posibilitar las mediciones cuantitativas de la temperatura, y también produjo termómetros que fuesen más fáciles de portar.
Sagredo también discutió con Galileo la posibilidad de crear un telescopio usando un espejo. y colaboró en los estudios de este sobre el magnetismo.
Galileo lo honró tras su muerte haciendo que fuera uno de los protagonistas en su obra Diálogo sobre los principales sistemas del mundo discutiendo las teorías astronómicas Copernicanas y Ptolemáicas.